# Pash
Pash (ਅਵਤਾਰ ਸਿੰਘ ਪਾਸ਼, algumas vezes Paash) (9 de Setembro de 1950 – 23 de Março de 1988) foi o pseudônimo de Avtar Singh Sandhu, foi um poeta indiano. Seus fortes ideias de esquerda foram refletidos em seus poemas.
Ele nasceu em Talwandi Salem, Jalandhar, Punjab, cresceu em meio aos Naxalites, um movimento revolucionário que luta em punjab contra o donos de terra, industrialistas, comerciantes, etc, os que controlam os meios de produção. Ele publicou seu primeiro livro de poemas revolucionários, Loh-Katha (Conto de Ferro) em 1970; seu tom militante e provocativo criou ira do "establishment" e uma encomenda de sua morte foi feito. Ele passou dois anos preso, antes de ser finalmente absolvido.
Absolvido, ele passou a involver-se com a frente maioísta de Punjab, editando uma revista literal, Siarh (A Linha Arada). Ele tornou-se uma figura política popular da esquerda durante esse período, e foi premiado com um cargo acadêmico na Academia d Letras de Punjabi em 1985. Ele viajou pelo Reino Unido e Estados Unidos no ano seguinte, durante os anos 80, quando o movimento Khalistani queria fundar uma nação com nome de Khalistan, ele discordava das ações do grupo e então fundou o jornal Anti-47, o nome vem do motivo deles usarem o AK-47 como principal arma, se opondo aos violentos extremistas Sikh.
Pash, que esteve em Punjab por um feriado dos Estados Unidos, foi assassinado a tiros por um grupo de terroristas Khalistani.

## Obras
- Loh-katha (Conto de Ferro) (1970),
- Uddian Bazan Magar (Seguindo os Falcões Voadores) (1973),
- Saadey Samiyaan Vich (Nos Nossos Tempos) (1978)
- Khilre Hoey Varkey (Páginas Dispersas) (1989)